# Liste der Kulturdenkmäler in der Gesamtanlage Riedwiesensiedlung
Die folgende Liste enthält die in der Denkmaltopographie ausgewiesenen Kulturdenkmäler auf dem Gebiet des Ortsteils Kirchditmold der  Stadt Kassel, Hessen.
Hinweis: Die Reihenfolge der Denkmäler in dieser Liste orientiert sich an der Anschrift, alternativ ist sie auch nach der Bezeichnung oder der Bauzeit sortierbar.
Kulturdenkmäler werden fortlaufend im Denkmalverzeichnis des Landes Hessen durch das Landesamt für Denkmalpflege Hessen auf Basis des Hessischen Denkmalschutzgesetzes (HDSchG) geführt. Die Schutzwürdigkeit eines Kulturdenkmals hängt nicht von der Eintragung in das Denkmalverzeichnis des Landes Hessen oder der Veröffentlichung in der Denkmaltopographie ab.

Das Vorhandensein oder Fehlen eines Objekts in dieser Liste ist keine rechtsverbindliche Auskunft darüber, ob es Kulturdenkmal ist oder nicht: Diese Liste entspricht möglicherweise nicht dem aktuellen Stand der offiziellen Denkmaltopographie. Diese ist für Hessen in den entsprechenden Bänden der Denkmaltopographie Bundesrepublik Deutschland und im Internet unter DenkXweb – Kulturdenkmäler in Hessen einsehbar. Auch diese Quellen sind, obwohl sie durch das Landesamt für Denkmalpflege Hessen aktualisiert werden, nicht immer aktuell, da es im Denkmalbestand immer wieder Änderungen gibt.
Eine verbindliche Auskunft erteilt allein das Landesamt für Denkmalpflege Hessen.
Nutze diese Kartenansicht, um Koordinaten in der Liste zu setzen. In dieser Kartenansicht sind Kulturdenkmale ohne Koordinaten mit einem roten bzw. orangen Marker dargestellt und können in der Karte gesetzt werden. Kulturdenkmale ohne Bild sind mit einem blauen bzw. roten Marker gekennzeichnet, Kulturdenkmale mit Bild mit einem grünen bzw. orangen Marker.
Die Liste der Kulturdenkmäler in der Gesamtanlage Riedwiesensiedlung ist eine Teilliste der Liste der Kulturdenkmäler in Kirchditmold und enthält die Kulturdenkmale, der als Riedwiesensiedlung bezeichneten Gesamtanlage im Stadtteil Kirchditmold, die in der vom Landesamt für Denkmalpflege Hessen 2009 herausgegebenen Denkmaltopographie der Stadt Kassel, Band III veröffentlicht wurden.

## Gesamtanlage Riedwiesensiedlung
| Bild            | Bezeichnung | Lage                    | Beschreibung                    | Bauzeit | Daten |
| --------------- | ----------- | ----------------------- | ------------------------------- | ------- | ----- |
| Bild gesucht BW |             | Am Diedichsborn 14 Lage | (nur als Teil der Gesamtanlage) |         |       |
| Bild gesucht BW |             | Am Diedichsborn 15 Lage | (nur als Teil der Gesamtanlage) |         |       |
| Bild gesucht BW |             | Am Diedichsborn 16 Lage | (nur als Teil der Gesamtanlage) |         |       |
| Bild gesucht BW |             | Am Diedichsborn 17 Lage | (nur als Teil der Gesamtanlage) |         |       |
| Bild gesucht BW |             | Am Diedichsborn 18 Lage | (nur als Teil der Gesamtanlage) |         |       |
| Bild gesucht BW |             | Am Diedichsborn 19 Lage | (nur als Teil der Gesamtanlage) |         |       |
| Bild gesucht BW |             | Am Diedichsborn 20 Lage | (nur als Teil der Gesamtanlage) |         |       |
| Bild gesucht BW |             | Am Diedichsborn 21 Lage | (nur als Teil der Gesamtanlage) |         |       |
| Bild gesucht BW |             | Am Diedichsborn 22 Lage | (nur als Teil der Gesamtanlage) |         |       |
| Bild gesucht BW |             | Am Diedichsborn 23 Lage | (nur als Teil der Gesamtanlage) |         |       |
| Bild gesucht BW |             | Am Diedichsborn 24 Lage | (nur als Teil der Gesamtanlage) |         |       |
| Bild gesucht BW |             | Am Diedichsborn 25 Lage | (nur als Teil der Gesamtanlage) |         |       |
|                 |             | Am Diedichsborn 26 Lage | (nur als Teil der Gesamtanlage) |         |       |
| Bild gesucht BW |             | Am Diedichsborn 27 Lage | (nur als Teil der Gesamtanlage) |         |       |
|                 |             | Am Diedichsborn 28 Lage | (nur als Teil der Gesamtanlage) |         |       |
| Bild gesucht BW |             | Am Diedichsborn 29 Lage | (nur als Teil der Gesamtanlage) |         |       |
| Bild gesucht BW |             | Am Diedichsborn 30 Lage | (nur als Teil der Gesamtanlage) |         |       |
| Bild gesucht BW |             | Am Diedichsborn 31 Lage | (nur als Teil der Gesamtanlage) |         |       |
| Bild gesucht BW |             | Am Hange 19 Lage        | (nur als Teil der Gesamtanlage) |         |       |
| Bild gesucht BW |             | Am Hange 21 Lage        | (nur als Teil der Gesamtanlage) |         |       |
| Bild gesucht BW |             | Am Hange 23 Lage        | (nur als Teil der Gesamtanlage) |         |       |
| Bild gesucht BW |             | Am Hange 25 Lage        | (nur als Teil der Gesamtanlage) |         |       |
| Bild gesucht BW |             | Am Hange 27 Lage        | (nur als Teil der Gesamtanlage) |         |       |
| Bild gesucht BW |             | Am Hange 29 Lage        | (nur als Teil der Gesamtanlage) |         |       |
| Bild gesucht BW |             | Am Hange 31 Lage        | (nur als Teil der Gesamtanlage) |         |       |
| Bild gesucht BW |             | Am Hange 33 Lage        | (nur als Teil der Gesamtanlage) |         |       |
| Bild gesucht BW |             | Am Hange 35 Lage        | (nur als Teil der Gesamtanlage) |         |       |
| Bild gesucht BW |             | Am Hange 37 Lage        | (nur als Teil der Gesamtanlage) |         |       |
| Bild gesucht BW |             | Am Hange 39 Lage        | (nur als Teil der Gesamtanlage) |         |       |
| Bild gesucht BW |             | Am Hange 41 Lage        | (nur als Teil der Gesamtanlage) |         |       |
| Bild gesucht BW |             | Am Hange 43 Lage        | (nur als Teil der Gesamtanlage) |         |       |
| Bild gesucht BW |             | Am Hange 45 Lage        | (nur als Teil der Gesamtanlage) |         |       |
| Bild gesucht BW |             | Am Hange 47 Lage        | (nur als Teil der Gesamtanlage) |         |       |
| Bild gesucht BW |             | Am Hange 49 Lage        | (nur als Teil der Gesamtanlage) |         |       |
| Bild gesucht BW |             | Am Hohen Rod 8 Lage     | (nur als Teil der Gesamtanlage) |         |       |
| Bild gesucht BW |             | Am Hohen Rod 10 Lage    | (nur als Teil der Gesamtanlage) |         |       |
|                 |             | Am Hohen Rod 11 Lage    | (nur als Teil der Gesamtanlage) |         |       |
| Bild gesucht BW |             | Am Hohen Rod 12 Lage    | (nur als Teil der Gesamtanlage) |         |       |
| Bild gesucht BW |             | Am Hohen Rod 13 Lage    | (nur als Teil der Gesamtanlage) |         |       |
| Bild gesucht BW |             | Am Hohen Rod 14 Lage    | (nur als Teil der Gesamtanlage) |         |       |
| Bild gesucht BW |             | Am Hohen Rod 15 Lage    | (nur als Teil der Gesamtanlage) |         |       |
| Bild gesucht BW |             | Am Hohen Rod 16 Lage    | (nur als Teil der Gesamtanlage) |         |       |
| Bild gesucht BW |             | Am Hohen Rod 17 Lage    | (nur als Teil der Gesamtanlage) |         |       |
| Bild gesucht BW |             | Am Hohen Rod 18 Lage    | (nur als Teil der Gesamtanlage) |         |       |
| Bild gesucht BW |             | Am Hohen Rod 19 Lage    | (nur als Teil der Gesamtanlage) |         |       |
| Bild gesucht BW |             | Am Hohen Rod 20 Lage    | (nur als Teil der Gesamtanlage) |         |       |
| Bild gesucht BW |             | Am Hohen Rod 21 Lage    | (nur als Teil der Gesamtanlage) |         |       |
| Bild gesucht BW |             | Am Hutekamp 1 Lage      | (nur als Teil der Gesamtanlage) |         |       |
| Bild gesucht BW |             | Am Hutekamp 3 Lage      | (nur als Teil der Gesamtanlage) |         |       |
| Bild gesucht BW |             | Am Hutekamp 4 Lage      | (nur als Teil der Gesamtanlage) |         |       |
| Bild gesucht BW |             | Am Hutekamp 5 Lage      | (nur als Teil der Gesamtanlage) |         |       |
| Bild gesucht BW |             | Am Hutekamp 6 Lage      | (nur als Teil der Gesamtanlage) |         |       |
| Bild gesucht BW |             | Am Hutekamp 7 Lage      | (nur als Teil der Gesamtanlage) |         |       |
| Bild gesucht BW |             | Am Hutekamp 9 Lage      | (nur als Teil der Gesamtanlage) |         |       |
| Bild gesucht BW |             | Am Hutekamp 10 Lage     | (nur als Teil der Gesamtanlage) |         |       |
| Bild gesucht BW |             | Am Hutekamp 11 Lage     | (nur als Teil der Gesamtanlage) |         |       |
| Bild gesucht BW |             | Am Juliusstein 16 Lage  | (nur als Teil der Gesamtanlage) |         |       |
| Bild gesucht BW |             | Am Juliusstein 18 Lage  | (nur als Teil der Gesamtanlage) |         |       |
| Bild gesucht BW |             | Am Juliusstein 19 Lage  | (nur als Teil der Gesamtanlage) |         |       |
| Bild gesucht BW |             | Am Juliusstein 20 Lage  | (nur als Teil der Gesamtanlage) |         |       |
| Bild gesucht BW |             | Geröderweg 15 Lage      | (nur als Teil der Gesamtanlage) |         |       |
| Bild gesucht BW |             | Geröderweg 16 Lage      | (nur als Teil der Gesamtanlage) |         |       |
| Bild gesucht BW |             | Geröderweg 17 Lage      | (nur als Teil der Gesamtanlage) |         |       |
| Bild gesucht BW |             | Geröderweg 18 Lage      | (nur als Teil der Gesamtanlage) |         |       |
| Bild gesucht BW |             | Geröderweg 19 Lage      | (nur als Teil der Gesamtanlage) |         |       |
| Bild gesucht BW |             | Geröderweg 20 Lage      | (nur als Teil der Gesamtanlage) |         |       |
| Bild gesucht BW |             | Geröderweg 21 Lage      | (nur als Teil der Gesamtanlage) |         |       |
| Bild gesucht BW |             | Geröderweg 22 Lage      | (nur als Teil der Gesamtanlage) |         |       |
| Bild gesucht BW |             | Geröderweg 23 Lage      | (nur als Teil der Gesamtanlage) |         |       |
| Bild gesucht BW |             | Geröderweg 24 Lage      | (nur als Teil der Gesamtanlage) |         |       |
| Bild gesucht BW |             | Geröderweg 26 Lage      | (nur als Teil der Gesamtanlage) |         |       |
| Bild gesucht BW |             | Geröderweg 28 Lage      | (nur als Teil der Gesamtanlage) |         |       |
| Bild gesucht BW |             | Geröderweg 30 Lage      | (nur als Teil der Gesamtanlage) |         |       |
| Bild gesucht BW |             | Herrenwiesen 1 Lage     | (nur als Teil der Gesamtanlage) |         |       |
| Bild gesucht BW |             | Herrenwiesen 3 Lage     | (nur als Teil der Gesamtanlage) |         |       |
|                 |             | Kleebreite 13 Lage      | (nur als Teil der Gesamtanlage) |         |       |
| Bild gesucht BW |             | Kleebreite 14 Lage      | (nur als Teil der Gesamtanlage) |         |       |
| Bild gesucht BW |             | Kleebreite 15 Lage      | (nur als Teil der Gesamtanlage) |         |       |
|                 |             | Kleebreite 16 Lage      | (nur als Teil der Gesamtanlage) |         |       |
|                 |             | Kleebreite 17 Lage      | (nur als Teil der Gesamtanlage) |         |       |
| Bild gesucht BW |             | Kleebreite 18 Lage      | (nur als Teil der Gesamtanlage) |         |       |
|                 |             | Kleebreite 19 Lage      | (nur als Teil der Gesamtanlage) |         |       |
|                 |             | Kleebreite 20 Lage      | (nur als Teil der Gesamtanlage) |         |       |
|                 |             | Kleebreite 21 Lage      | (nur als Teil der Gesamtanlage) |         |       |
|                 |             | Kleebreite 22 Lage      | (nur als Teil der Gesamtanlage) |         |       |
|                 |             | Kleebreite 23 Lage      | (nur als Teil der Gesamtanlage) |         |       |
|                 |             | Kleebreite 24 Lage      | (nur als Teil der Gesamtanlage) |         |       |
|                 |             | Kleebreite 26 Lage      | (nur als Teil der Gesamtanlage) |         |       |
| Bild gesucht BW |             | Riedwiesen 23 Lage      | (nur als Teil der Gesamtanlage) |         |       |
| Bild gesucht BW |             | Riedwiesen 25 Lage      | (nur als Teil der Gesamtanlage) |         |       |
| Bild gesucht BW |             | Riedwiesen 27 Lage      | (nur als Teil der Gesamtanlage) |         |       |
|                 |             | Riedwiesen 29 Lage      | (nur als Teil der Gesamtanlage) |         |       |
| Bild gesucht BW |             | Riedwiesen 30 Lage      | (nur als Teil der Gesamtanlage) |         |       |
|                 |             | Riedwiesen 31 Lage      | (nur als Teil der Gesamtanlage) |         |       |
| Bild gesucht BW |             | Riedwiesen 32 Lage      | (nur als Teil der Gesamtanlage) |         |       |
| Bild gesucht BW |             | Riedwiesen 33 Lage      | (nur als Teil der Gesamtanlage) |         |       |
| Bild gesucht BW |             | Riedwiesen 34 Lage      | (nur als Teil der Gesamtanlage) |         |       |
| Bild gesucht BW |             | Riedwiesen 35 Lage      | (nur als Teil der Gesamtanlage) |         |       |
| Bild gesucht BW |             | Riedwiesen 36 Lage      | (nur als Teil der Gesamtanlage) |         |       |
| Bild gesucht BW |             | Riedwiesen 37 Lage      | (nur als Teil der Gesamtanlage) |         |       |
| Bild gesucht BW |             | Riedwiesen 38 Lage      | (nur als Teil der Gesamtanlage) |         |       |
| Bild gesucht BW |             | Riedwiesen 39 Lage      | (nur als Teil der Gesamtanlage) |         |       |
| Bild gesucht BW |             | Riedwiesen 40/42 Lage   | = Einzeldenkmal                 |         |       |
| Bild gesucht BW |             | Riedwiesen 41 Lage      | (nur als Teil der Gesamtanlage) |         |       |
| Bild gesucht BW |             | Riedwiesen 43 Lage      | (nur als Teil der Gesamtanlage) |         |       |
| Bild gesucht BW |             | Riedwiesen 44 Lage      | (nur als Teil der Gesamtanlage) |         |       |
| Bild gesucht BW |             | Riedwiesen 45 Lage      | (nur als Teil der Gesamtanlage) |         |       |
| Bild gesucht BW |             | Riedwiesen 46 Lage      | (nur als Teil der Gesamtanlage) |         |       |
| Bild gesucht BW |             | Riedwiesen 48 Lage      | (nur als Teil der Gesamtanlage) |         |       |
|                 |             | Zum Berggarten 26 Lage  | (nur als Teil der Gesamtanlage) |         |       |
|                 |             | Zum Berggarten 30 Lage  | (nur als Teil der Gesamtanlage) |         |       |